# Theodore Dwight Weld
Theodore Dwight Weld (Hampton, 23 novembre 1803 – Hyde Park, 3 febbraio 1895) è stato un attivista statunitense.
È stato uno degli artefici del movimento abolizionista americano durante i suoi anni di formazione dal 1830 al 1844. È meglio conosciuto per essere stato coautore dell'autorevole compendio American Slavery As It Is: Testimony of a Thousand Witnesses, pubblicato nel 1839. Harriet Beecher Stowe basò in parte La capanna dello zio Tom sul testo di Weld. 

## Primi anni
Figlio e nipote di ministri congregazionali, all'età di 14 anni Weld rilevò la fattoria di suo padre per guadagnare soldi per studiare alla Phillips Academy di Andover, Massachusetts, frequentando dal 1820 al 1822, quando la mancanza di vista lo costrinse ad andarsene. Dopo che un medico lo esortò a viaggiare, tenne una serie di conferenze itineranti sulla mnemonica, viaggiando per tre anni negli Stati Uniti, compreso il sud, dove osservò la schiavitù in prima persona. Nel 1825 si trasferì con la sua famiglia a Pompey, nello stato di New York.

## Istruzione
Weld studiò all'Hamilton College di Clinton, nella contea di Oneida, New York, dove viveva il famoso evangelista Charles Grandison Finney, di cui Weld divenne un discepolo. A Utica, capitale intellettuale del New York occidentale, centro di abolizionismo e capoluogo della contea di Oneida, incontrò e divenne un buon amico di Charles Stuart, uno dei primi abolizionisti, che a quel tempo (1822-1829) era a capo dell'Utica Academy. Trascorsero diversi anni come membri della "sacra banda" di Finney prima che decidesse di diventare un predicatore e nel 1827 entrò all'Oneida Institute of Science and Industry di Whitesboro, New York, dopo aver soggiornato presso la fattoria del fondatore George Washington Gale a Western, New York. Mentre era all'Istituto Oneida trascorreva due settimane alla volta viaggiando per tenere conferenze sulle virtù del lavoro manuale, della temperanza e della riforma morale. Nel 1831 era diventato un "cittadino ben noto" della contea di Oneida, secondo l'Utica Elucidator.
In un commento editoriale su The Liberator, presumibilmente del suo editore Garrison, "Weld è destinato a essere uno dei grandi uomini non solo d'America, ma del mondo. La sua mente è piena di forza, proporzione, bellezza e maestà... [Nella sua scrittura] "c'è indubitabile evidenza di grandezza intellettuale e potere morale".
La sua futura moglie Angelina Grimké disse nel 1836, quando lo guardò per la prima volta e lo sentì parlare per due ore sulla schiavitù: "Non ho mai sentito un'esposizione così grandiosa e bella della dignità e nobiltà dell'uomo nella mia vita".

## Society for Promoting Manual Labour in Literary Institutions
La sua reputazione di oratore aveva raggiunto New York e nel 1831, all'età di 28 anni, Weld fu chiamato lì dai filantropi Lewis e Arthur Tappan. Rifiutò la loro offerta di una posizione ministeriale, dicendo che si sentiva impreparato. Dato che era "una mostra vivente, che respira e parla in modo eloquente dei risultati del lavoro manuale con studio", i fratelli quindi fondarono, in modo da impiegare Weld, la Society for Promoting Manual Labour in Literary Institutions, assumendolo come "agente generale" inviandolo in un tour di ricerca e di discussione.

## Abolizionista
Alcuni dei suoi viaggi si tennero negli stati schiavisti. Ciò che vide lì, insieme a ciò che lesse nel quotidiano di Garrison The Liberator (1831) e nel libro Thoughts on African Colonization (1832) lo resero un abolizionista convinto. Nel 1834 inaugurò una serie di dibattiti pubblici contro la colonizzazione, ove presentava gli orrori della schiavitù americana oltre che denunciare l'inadeguatezza del progetto dell'American Colonization Society di aiutare i neri liberi a migrare in Africa e del suo intento di preservare, piuttosto che eliminare, la schiavitù. 

## Attività anti-schiavitù
A partire dal 1834 Weld divenne un agente dell'American Antislavery Society, reclutando e addestrando le persone a lavorare per la causa, convertendo James Gillespie Birney, Harriet Beecher Stowe e Henry Ward Beecher. Divenne uno dei leader del movimento antischiavista, lavorando con i fratelli Tappan, i filantropi di New York James Gillespie Birney e Gamaliel Bailey e le sorelle Grimké.
Nel 1836 interruppe le conferenze quando perse la voce e fu nominato editore dei suoi libri e opuscoli dall'American Antislavery Society. Nel 1838 sposò Angelina Grimké, una forte abolizionista e sostenitrice dei diritti delle donne. Rinunciò a qualsiasi potere o autorità legale su sua moglie. Tra gli ospiti al loro matrimonio c'erano due ex schiavi del padre di Grimké.
Si ritirò in una fattoria a Belleville, nel New Jersey, dove lui, sua moglie e sua sorella scrissero insieme l'influente libro del 1839 American Slavery as It Is: Testimony of a Thousand Witnesses.
Nel giugno 1840 la World Anti-Slavery Convention di Londra negò i seggi a Lucretia Mott e ad altre donne, mobilitando le femministe e causando la divisione del movimento abolizionista statunitense tra William Lloyd Garrison e la sua American Antislavery Society, che univa l'abolizione con i diritti delle donne, e Weld, i fratelli Tappan e altri abolizionisti "pragmatici" (gradualisti), che formarono l'American and Foreign Anti-Slavery Society (AFASS) ed entrarono in politica attraverso il Liberty Party anti-schiavitù (antenato del Free Soil Party e del Partito Repubblicano), fondato da James Birney.
Nel 1854 Weld fondò una scuola della Raritan Bay Union a Eagleswood a Perth Amboy, nel New Jersey. La scuola accettava studenti di tutte le etnie e sessi. Nel 1864 si trasferì a Hyde Park, Massachusetts, dove aiutò ad aprire un'altra scuola, questa a Lexington, ispirata agli stessi principi, dove insegnò retorica, composizione e letteratura inglese.

## Opere
- Theodore D. Weld, First annual report of the Society for Promoting Manual Labor in Literary Institutions, including the report of their general agent, Theodore D. Weld. January 28, 1833, New York, S. W. Benedict & Co., 1833.
- Theodore D. Weld, Discussion at Lane Seminary [letter to James Hall], in The Liberator, June 14, 1834,  p. 1.
- Theodore D. Weld, The Power of Congress over the District of Columbia, New York, 1838.
- Theodore D. Weld, The Bible Against Slavery. An inquiry into the Patriarchal and Mosaic systems on the subject of Human Rights, 3rd, revisedª ed., New York, American Antislavery Society, 1837.
- American Slavery as It Is: Testimony of a Thousand Witnesses (con le sorelle Grimké; 1839)
- Theodore D. Weld, Persons held to service, fugitive slaves, &c, Boston, New England Anti-Slavery Tract Association, 1840.
- Theodore D.Weld, Slavery and the internal slave trade in the United States of North America; being replies to questions transmitted by the committee of the British and Foreign Anti-slavery Society, for the abolition of slavery and the slave trade throughout the world. Presented to the General Anti-slavery Convention, held in London, June 1840, London, British and Foreign Anti-slavery Society, 1841.
- Theodore D. Weld, Slavery a System of Inherent Cruelty (excerpt from American Slavery As It Is), in Narrative of Sojourner Truth : a northern slave, emancipated from bodily servitude by the state of New York, in 1828 : with a portrait, Boston, 1850,  pp. 127-140.